# ایفرم ایشبا
ایفرم آلکسی‌اویچ ایشبا (به روسی: Ефрем Алексеевич Эшба) (زاده ۷ مارس ۱۸۹۳ – درگذشته ۱۶ آوریل ۱۹۳۹) یک دولتمرد شوروی–آبخازی و رهبر بلشویک آبخاز در دهه ۱۹۲۰ بود.